# Reber (wieś)
Reber – wieś w Słowenii, w gminie Žužemberk. W 2018 roku liczyła 109 mieszkańców.